# 10117 Tanikawa
10117 Tanikawa (1992 TW) là một tiểu hành tinh vành đai chính được phát hiện ngày 1 tháng 10 năm 1992 bởi M. Yanai và K. Watanabe ở Kitami. Nó được đặt theo tên Kiyotaka Tanikawa.